# 아르테미스 협정
아르테미스 협정(Artemis Accords)은 우주 공간에서 따라야 할 규범을 자세히 설명하는 미국 정부와 다른 세계 정부 간의 일련의 구속력 없는 양자 협정이다. 이번 협정은 화성 및 그 너머로 우주 탐사를 확대하려는 궁극적인 목표를 가지고 2026년까지 인간을 달에 다시 보내려는 미국 주도의 노력인 아르테미스 계획과 관련이 있다. 2024년 5월 15일 현재 유럽 19개국, 아시아 8개국, 남미 5개국, 북미 3개국, 아프리카 3개국, 오세아니아 2개국 등 40개국이 협정에 서명했다.
NASA와 미국 국무부가 초안을 작성한 이 협정은 달, 화성 및 기타 천체의 민간 탐사와 평화적 사용에 대한 협력을 위한 틀을 확립한다. 이는 1967년 UN 우주 조약에 명시적으로 근거를 두고 있으며, 서명국은 우주법을 구성하는 대부분의 주요 UN 중재 협약을 준수하고 인용해야 한다.
이 협정은 2020년 10월 13일 오스트레일리아, 캐나다, 이탈리아, 일본, 룩셈부르크, 아랍에미리트, 영국, 미국 등 8개국의 국가 우주국 대표가 서명했다. NASA는 더 많은 국가가 합류할 것으로 예상하므로 협정은 무기한 서명을 위해 열려 있다. 추가 서명자는 아르테미스 프로그램 활동에 직접 참여하기로 선택하거나 협정에 명시된 책임 있는 달 탐사 원칙을 준수하기로 동의할 수도 있다.

## 참여 국가
| 국가            | 대륙       | 서명             |
| --------------- | ---------- | ---------------- |
| 오스트레일리아  | 오세아니아 | 2020년 10월 13일 |
| 캐나다          | 북아메리카 | 2020년 10월 13일 |
| 이탈리아        | 유럽       | 2020년 10월 13일 |
| 일본            | 아시아     | 2020년 10월 13일 |
| 룩셈부르크      | 유럽       | 2020년 10월 13일 |
| 아랍에미리트    | 아시아     | 2020년 10월 13일 |
| 영국            | 유럽       | 2020년 10월 13일 |
| 미국            | 북아메리카 | 2020년 10월 13일 |
| 우크라이나      | 유럽       | 2020년 11월 12일 |
| 대한민국        | 아시아     | 2021년 5월 24일  |
| 뉴질랜드        | 오세아니아 | 2021년 5월 31일  |
| 브라질          | 남아메리카 | 2021년 6월 15일  |
| 폴란드          | 유럽       | 2021년 10월 26일 |
| 멕시코          | 북아메리카 | 2021년 12월 9일  |
| 이스라엘        | 아시아     | 2022년 1월 26일  |
| 루마니아        | 유럽       | 2022년 3월 1일   |
| 바레인          | 아시아     | 2022년 3월 2일   |
| 싱가포르        | 아시아     | 2022년 3월 28일  |
| 콜롬비아        | 남아메리카 | 2022년 5월 10일  |
| 프랑스          | 유럽       | 2022년 6월 7일   |
| 사우디 아라비아 | 아시아     | 2022년 7월 14일  |
| 나이지리아      | 아프리카   | 2022년 12월 13일 |
| 르완다          | 아프리카   | 2022년 12월 13일 |
| 체코            | 유럽       | 2023년 5월 3일   |
| 스페인          | 유럽       | 2023년 5월 30일  |
| 에콰도르        | 남아메리카 | 2023년 6월 21일  |
| 인도            | 아시아     | 2023년 6월 22일  |
| 아르헨티나      | 남아메리카 | 2023년 7월 27일  |
| 독일            | 유럽       | 2023년 9월 14일  |
| 아이슬란드      | 유럽       | 2023년 10월      |
| 네덜란드        | 유럽       | 2023년 11월 1일  |
| 불가리아        | 유럽       | 2023년 11월 9일  |
| 앙골라          | 아프리카   | 2023년 11월 30일 |
| 벨기에          | 유럽       | 2024년 1월 23일  |
| 그리스          | 유럽       | 2024년 2월 9일   |
| 우루과이        | 남아메리카 | 2024년 2월 15일  |
| 스위스          | 유럽       | 2024년 4월 15일  |
| 스웨덴          | 유럽       | 2024년 4월 16일  |
| 슬로베니아      | 유럽       | 2024년 4월 19일  |
| 리투아니아      | 유럽       | 2024년 5월 15일  |

## 같이 보기
- 우주법
- 달 조약